# Arenigobius
Arenigobius  é um género de peixe da família Gobiidae e da ordem Perciformes.

## Espécies
- Arenigobius bifrenatus (Kner, 1865)[3][4][5]
- Arenigobius frenatus (Günther, 1861)[6]
- Arenigobius leftwichi (Ogilby, 1910)[7][8][9][10][11][12][13][14]